# 双松公園
双松公園(そうしょうこうえん)は、山形県南陽市にある公園。

## 概要
南陽市の宮内地区に位置する。高台にあり公園からは置賜盆地を一望できる。公園名である双松公園の由来は山形県指定天然記念物の「妹背の松」からきている。春にはシダレザクラの「慶海桜」「眺陽桜」が咲き誇り、置賜さくら回廊の一つに数えられている。
1967年には広さ8,000平方メートルの双松バラ園が園内に開園しており、340種類、計6,000本のバラを開花時期には見ることができる。尚、バラまつり期間は入場料がかかるので注意が必要。

## アクセス
- 山形鉄道フラワー長井線・宮内駅より徒歩15分[2]

## 周辺
- 熊野神社